# شبه‌نظامیان اختصاصی در عراق

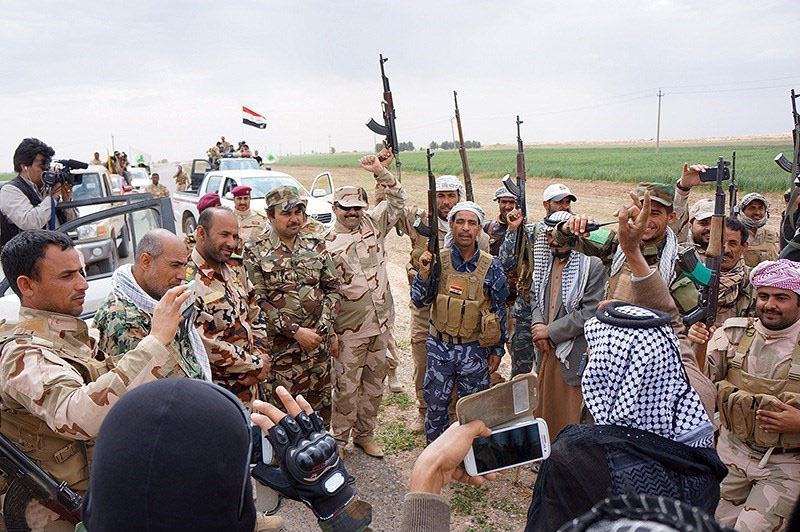
شبه‌نظامیان عراقی

اصطلاح شبه‌نظامی در عراق معاصر به گروه‌های مسلحی گفته می‌شود که به نمایندگی یا به عنوان بخشی از دولت عراق می‌جنگند، جیش المهدی و سازمان بدر دو تا از بزرگ‌ترین آن‌ها هستند. بسیاری از آن‌ها از قبل از سرنگونی صدام حسین وجود داشتند، اما برخی از آن‌ها از سرنگونی صدام ظهور کرده‌اند.
شبه‌نظامیان در عراق، پس از فروپاشی ارتش عراق مقابل داعش در سال ۲۰۱۴ در شمال عراق و فتوای علی سیستانی مبنی بر دعوت به جهاد یا حشد شعبی علیه داعش، برجسته‌تر شده‌اند.

## لیست شبه نظامیان
- عصائب اهل حق
- سرایا خراسانی
- کتائب سید الشهداء
- جنبش مقاومت اسلامی نجباء
  - لواء عمار بن یاسر
- کتائب حزب‌الله
- سرایا السلام
- فیلق الوعد الصادق
- سازمان بدر (جناح نظامی)
- نیروهای  اسدالله الغالب در عراق و شام
- تیپ روز موعود
- سرایا الزهراء
- سرایا اولیاء الدم
- لواء ذوالفقار
- لواء کفیل زینب
- سرایا انصار العقیده
- لواء المنتظر
- بدر المجامیع الخاصه
- لواء ابوالفضل العباس
- سرایا الجهاد
- سرایا الدفاع الشعبی
- کتائب درع الشیعه
- حزب‌الله الثائرون
- کتائب التیار الرسالی
- سرایا عاشورا
- کتائب مالک الاشتر
- حرکات الابدال
- کتائب امام علی
- ارتش مختار
- جیش المهدی
- جنبش بابل
- قبدات الهدی[۳]
- عصبه ثائرین
- اصحاب کهف
- سرایا ثوره ۲۲[۴]
- حزب‌الله الابرار[۵]
- کتائب الغضب[۶]
- گردان‌های قاصم الجبارین[۷]
- لواء طاهر المهندس[۸]
- لواء خیبر[۹]
- گردان سابقون[۱۰]
- تیپ ابوالفضل العباس[۱۱]